# Ta Ming lü
Ta Ming lü (čínsky pchin-jinem Dà Míng Lǜ, znaky 大明律; česky Zákony Velké Ming) byl soubor zákonů platný v čínské říši Ming od poslední třetiny 14. století do poloviny 17. století. Zákoník představoval důležitou etapu v rozvoji čínského zákonodárství, zahrnoval především normy trestního práva.

## Historie sestavení zákoníku
Podle čínských historiků roku 1364, budoucí císař Ču Jüan-čang přijal titul krále Wu a svolal poradu, na které vyzval k sestavení zákoníku, přičemž zdůraznil nutnost návratu k zvyklostem dynastií Tchang a Sung. Dne 3. listopadu Ču Jüan-čang jmenoval komisi pro přípravu zákonů (lü) a dekretů (ling), v čele dvacetičlenné komise stanul hlavní rádce („kancléř“) Li Šan-čchang. Dne 23. prosince 1367 komise předložila dvě sbírky zahrnující 285 zákonů a 145 dekretů. Zatímco sbírka dekretů (Ta Ming ling) dále nebyla výrazně revidována a zachovala se prakticky v původním znění, text zákonů z roku 1367 se nezachoval, třebaže po přijetí byl zveřejněn a části týkající se každodenního života lidí vláda shrnula do sborníku Zákony a dekrety se srozumitelnými komentáři (Lü-ling č'-ťie) a rozeslala po prefekturách a okresech.
První rok své vlády (1368) se císař s pomocí konfuciánských úředníků systematicky seznamoval se zákony dynastie Tchang – každý den mu úředníci objasňovali dvacet článků tchangského kodexu. Dne 6. ledna 1374 císař rozhodl o revizi zákonů. Nový kodex sestavovala komise pod předsednictvím ministra trestů Liou Pej-čchiena. Návrhy byly vyvěšovány na stěny galerií paláce, aby mohly být posouzeny úředníky. Práce komise skončila a zákoník císař odsouhlasil ve druhém měsíci (březen – duben) roku 1374. Nová redakce zákoníku sestávala z 606 článků rozdělených na 30 hlav ve 12 oddílech. Zahrnovala:
- 288 „starých zákonů“, to jest 285 článků kodexu roku 1367 a 3 nedávné doplňky,
- 36 článků obsahujících normy převzaté z dekretů,
- 123 článků „převzatých z tchangského zákoníku pro zaplnění mezer“,
- 31 článků „přidaných v souvislosti s konkrétními případy“,
- 128 článků „doplňujících zákonů“.

Nový kodex byl schválen a uveden do praxe.
Z iniciativy císaře byl v nejbližších letech kodex místy zpřesňován a opravován. Kromě něho jako zdroje práva sloužily kao (reskripty) císaře, publikované v letech 1385, 1386 a 1387 v trojdílné sbírce Jü-č' ta-kao, a li (doplňující rozhodnutí), vydávané jako dočasná opatření korigující platné zákony.
Významnou revizi zákoníku provedli roku 1389 na příkaz císaře učenci z akademie Chan-lin a ministerstva trestů. Dokončena byla v osmém měsíci 22 roku éry Chung-wu (srpen – září 1389). Zákoník nyní obsahoval 460 článků v sedmi oddílech ze 30 hlav. Textu předcházelo deset tabulek.
Dne 29. května 1397 byla ukončena práce na nové redakci zákoníku – Ta Ming lü kao (Zákony veliké [říše] Ming [s doplňky z velikých] reskriptů) – do které autoři zanesli některé rozhodnutí z Ta kao, ale číslování článků zachovali. Kodex doplnila nová císařova předmluva.
Kodex z roku 1397 zůstal platným a nezměněným do konce dynastie Ming, nicméně mingští císaři nejednou přijímali doplňující ustanovení. Ediktem z 5. března 1500 byla potvrzena sbírka 279 doplňkových článků, nový sborník z 376 článků byl potvrzen 31. ledna 1551, v redakci z roku 1555 už měl 385 článků, roku 1585 382 článků (polovina z nich byly výnosy publikované po roce 1555).

## Struktura
V konečné redakci mingský kodex sestával ze 30 hlav seskupených do sedmi oddílů:
- Oddíl 1. Míry trestů a principy uplatňování zákonů,
  - Hlava 1, 47 článků.
- Oddíl 2. Zákony [resortu] úřadů. Dvě hlavy.
  - Hlava 2. Pravomoci úředníků. 15 článků (č. 48–62).
  - Hlava 3. Formy úředních listin. 18 článků (č. 63–80) .
- Oddíl 3. Zákony [resortu] financí. Sedm hlav.
  - Hlava 4. Dvory a povinnosti. 15 článků (č. 81–95).
  - Hlava 5. Pozemky a obydlí. 11 článků (č. 96–106).
  - Hlava 6. Manželství. 18 článků (č. 107–124).
  - Hlava 7. Sýpky a sklady. 24 článků (č. 125–148).
  - Hlava 8. Různé daňové poplatky. 19 článků (č. 149–167).
  - Hlava 9. Peněžní půjčky. 3 články (č. 168–170).
  - Hlava 10. Obchodní transakce. 5 článků (č. 171–175).
- Oddíl 4. Zákony [resortu] obřadů. Dvě hlavy.
  - Hlava 11. Oběti. 6 článků (č. 176–181).
  - Hlava 12. Normativní ustanovení. 20 článků (č. 182–201).
- Oddíl 5. Zákony [resortu] vojenství. Pět hlav.
  - Hlava 13. Ochrana paláce. 19 článků (č. 202–220).
  - Hlava 14. Řízení armády. 20 článků (č. 221–240).
  - Hlava 15. Mýta a převozy. 7 článků (č. 241–247) .
  - Hlava 16. Konírny a pastviny. 11 článků (č. 248–258).
  - Hlava 17. Poštovní, dopravní a kurýrní stanice. 18 článků (č. 259–276).
- Oddíl 6. Zákony [resortu] trestů. Jedenáct hlav.
  - Hlava 18. Krádeže a loupeže. 28 článků (č. 277–304).
  - Hlava 19. Vraždy. 20 článků (č. 305–324).
  - Hlava 20. Rvačky a násilnosti. 22 článků (č. 325–346).
  - Hlava 21. Slovní urážky. 8 článků (č. 347–354).
  - Hlava 22. Spory. 12 článků (č. 355–366).
  - Hlava 23. Úplatkářství. 11 článků (č. 367–377) .
  - Hlava 24. Podvody a padělání. 12 článků (č. 378–389).
  - Hlava 25. Cizoložství. 10 článků (č. 390–399) .
  - Hlava 26. Různé přečiny. 11 článků (č. 400–410).
  - Hlava 27. Věznění a útěky. 8 článků (č. 411–418) .
  - Hlava 28. Odsouzení a uvěznění. 29 článků (č. 419–447) .
- Oddíl 7. Zákony [resortu] prací. Dvě hlavy.
  - Hlava 29. Výstavba. 9 článků (č. 448–456).
  - Hlava 30. Říční hráze. 4 článků (č. 457–460).

Přílohy uvedené na počátku kodexu:
- Souhrnné tabulky velikosti trestů za různé zločiny.[10]
- Tabulky dob a forem smutku po smrti různých příbuzných.[11]
- Souhrnný seznam trestných činů, klasifikovaných podle typu trestu.[12] Později byl doplněný analogickým soupisem pro doplňková ustanovení.[13])